# Goodwell
Goodwell is een plaats (town) in de Oklahoma Panhandle, het uiterste westen van de Amerikaanse staat Oklahoma. Bestuurlijk gezien valt Goodwell onder Texas County.
In Goodwell is de Oklahoma Panhandle State University gevestigd.

## Demografie
Bij de volkstelling in 2000 werd het aantal inwoners vastgesteld op 1192. In 2006 is het aantal inwoners door het United States Census Bureau geschat op 1135, een daling van 57 (-4,8%).

## Geografie
Volgens het United States Census Bureau beslaat de plaats een oppervlakte van 3,1 km², geheel bestaande uit land.

## Plaatsen in de nabije omgeving
De onderstaande figuur toont nabijgelegen plaatsen in een straal van 36 km rond Goodwell.